# Sagittacris malagassa
Sagittacris malagassa är en insektsart som beskrevs av Vitaly Michailovitsh Dirsh 1963. Sagittacris malagassa ingår i släktet Sagittacris och familjen Pyrgomorphidae. Inga underarter finns listade i Catalogue of Life.